# Gerry Cardinale
Gerard Joseph Cardinale, detto Gerry (Filadelfia, 8 maggio 1967), è un imprenditore statunitense, fondatore di RedBird Capital Partners nel 2014 nonché proprietario dell'AC Milan .

## Biografia
I suoi nonni emigrarono dall'Italia negli Stati Uniti, dove la famiglia si stabilì. Cardinale è cresciuto e ha studiato negli Stati Uniti, conseguendo un Honours Degree con lode all'Università di Harvard e ottenendo una Rhodes Scholarship che gli ha permesso di completare un Master in Filosofia, Politica ed Economia presso l'Università di Oxford nel 1991.
Dopo gli studi, ha iniziato a lavorare presso Goldman Sachs, di cui è diventato partner e senior leader. Durante il suo periodo in Goldman Sachs, ha gestito oltre 100 miliardi di dollari di capitale privato tra azioni, debito e strategie di investimento immobiliare e infrastrutturale.
Nel 2014 ha fondato RedBird Capital Partners, che ha investito in Fenway Sports Group, la Yankees Entertainment & Sports Network (YES), Skydance Media, The Springhill Company, la XFL e il Cardinale FC Attraverso la RedBird, ha acquisito quote significative nel Fenway Sports Group, che detiene le proprietà del Liverpool FC, dei Boston Red Sox (MLB) e dei Pittsburgh Penguins (NHL). Inoltre, è socio dei New York Yankees e proprietario del Tolosa, club calcistico francese della Ligue 1, oltre che della squadra italiana del Milan.
Nel 2020, insieme all'attore Dwayne Johnson, ha creato una nuova lega di football, la XFL. Inoltre, è entrato in una cordata che detiene una quota della scuderia di Formula 1 Alpine. Nel 2021, RedBird ha acquisito una partecipazione nella Wasserman, un'agenzia internazionale di sport e spettacolo, rivendendola nel novembre 2022. Cardinale ha anche investito 37,5 milioni di dollari nei Rajasthan Royals, una squadra indiana di cricket, acquistandone il 15%.